# 于飞 (1929年)
于飞（1929年—2006年3月16日），男，江苏射阳人，中华人民共和国政治人物。

## 生平
早年参加革命。担任南海县县长，后升任佛山市人民政府市长。1985年3月，任广东省政府外经委主任。1985年7月，任广东省人民政府副省长。1992年1月，任广东省人大常委会副主任。1995年2月，任全国人大外事委员会委员。1998年，因与子女非法炒卖土地，被查处，同年被开除公职。2006年3月16日，在广州逝世，享年78岁。